# ويليام إل. هندرسون
ويليام إل. هندرسون (بالإنجليزية: William L. Henderson)‏ هو محامي وقاضي أمريكي، ولد في 8 ديسمبر 1894، وتوفي في 23 مارس 1984.